# Соколиный глаз (сериал)
«Соколи́ный глаз» (англ. Hawkeye) — американский мини-сериал, созданный Джонатаном Игла для сервиса потокового вещания Disney+ и основанный на персонажах Marvel Comics Клинте Бартоне / Соколином глазе и Кейт Бишоп / Соколином глазе. Пятый телесериал, официально являющийся каноном медиафраншизы «Кинематографическая вселенная Marvel» и продолжающий события фильмов. Производством сериала занимается Marvel Studios, главным сценаристом выступил Джонатан Игла, а главным режиссёром — Риз Томас.
Джереми Реннер вернулся к роли Клинта Бартона / Соколиного глаза, а Хейли Стайнфелд сыграла Кейт Бишоп. В сериале также появились Тони Далтон, Фра Фи, Брайан д’Арси Джеймс, Алекс Паунович, Пётр Адамчик, Саймон Кэллоу, Вера Фармига, Алаква Кокс, Зан Маккларнон, Флоренс Пью и Винсент Д’Онофрио. Создание проекта о Соколином глазе началось к апрелю 2019 года. Официально сериал был анонсирован в июле 2019 года на Комик-коне в Сан-Диего, а в сентябре к проекту присоединился Джонатан Игла. Риз Томас и тандем Берт & Берти стали режиссёрами в июле 2020 года. Съёмки начались в декабре 2020 года в Нью-Йорке, тогда же было подтверждено участие Стейнфилд и других актёров. Производство завершилось к концу апреля 2021 года. Дополнительные съёмки прошли в Атланте. Большое влияние на сериал оказали комиксы Мэтта Фрэкшна и Дэвида Аха.
Премьера первых двух эпизодов сериала «Соколиный глаз» состоялась 24 ноября 2021 года, а заключительная серия вышла 22 декабря. Проект является частью Четвёртой фазы КВМ. Сериал получил положительные отзывы, критики особенно отметили уличные экшен-сцены и химию между главными героями. Сериал «Эхо» о Майе Лопес / Эхо является спин-оффом к этому сериалу.

## Сюжет
Через год после событий фильма «Мстители: Финал» (2019) Клинт Бартон вынужден работать вместе с Кейт Бишоп, чтобы противостоять врагам из своего прошлого, когда он был Ронином. И при этом ему нужно вернуться к своей семье к Рождеству.

## Актёры и персонажи
- Джереми Реннер — Клинт Бартон / Соколиный глаз / Ронин:
Мастер-лучник, бывший Мститель и агент «Щ.И.Т.а»[4]. Сериал продолжит раскрывать период жизни Бартона, когда он был Ронином, что было мельком показано в фильме «Мстители: Финал» (2019)[5]. Реннер рассказал, что встреча с Кейт приносит «ворох проблем» в жизнь Клинта[6], поскольку он не понимает, почему Кейт одержима им[7].
- Хейли Стайнфелд — Кейт Бишоп / Соколиный глаз:
22-летняя фанатка Соколиного глаза и его протеже, которая проходит обучение, чтобы стать Соколиным глазом[6][8]. Она привлекает внимание Бартона, надев костюм Ронина[9]. Стайнфелд описала Кейт как «умную, остроумную и крутую», добавив, что физических способностей у неё «выше крыши»[10], в то время как Реннер отметил «удивительно раздражающую и одновременно очаровывающую натуру Кейт»[6]. Стайнфелд изучала стрельбу из лука, потому что Бишоп также «самоучка», и считала, что это важный аспект её персонажа, так как она боготворит Бартона[11]. Клара Стэк исполнила роль Кейт Бишоп в детстве[12].
- Тони Далтон — Джек Дюкейн:
Жених Элеонор и племянник Арманда[13]. В комиксах данный персонаж был суперзлодеем по кличке Мечник, а также служил наставником Бартона, но Далтон раскрыл, что в сериале этого «точно не произойдёт»[14].
- Фра Фи[англ.] — Казимир «Кази» Казимирчак: Наёмник, работающий на «Мафию в трениках»[15][16]. Феникс Крепин исполняет роль молодого Кази[17].
- Брайан д’Арси Джеймс — Дерек Бишоп: Покойный отец Кейт[18].
- Алекс Паунович — Иван: Участник преступной группировки «Мафия в трениках»[18].
- Пётр Адамчик — Томас: Участник преступной группировки «Мафия в трениках»[18].
- Линда Карделлини — Лора Бартон: Жена Клинта[19].
- Саймон Кэллоу — Арманд Дюкейн III, дядя Джека[13].
- Вера Фармига — Элеонора Бишоп: Мать Кейт и генеральный директор Bishop Security. Работала вместе с Уилсоном Фиском, но впоследствии решает уйти из бизнеса[18].
- Алаква Кокс — Майя Лопес / Эхо: Глухонемая коренная американка и лидер «Мафии в трениках»[20][21]. Названная племянница Фиска. Дарнелл Бисоу исполнила роль маленькой Майи[22].
- Зан Маккларнон — Уильям Лопес: Отец Майи и бывший лидер преступной группировки «Мафия в трениках»[20][22].
- Флоренс Пью — Елена Белова / Чёрная вдова:
Шпионка и убийца, работающая на Валентину Аллегру де Фонтейн, охотится на Бартона из-за его предполагаемой роли в смерти её наречённой сестры Наташи Романофф[20][23]. Пью рассказала, что Елена продолжит делать «то, в чём она хороша, и, несмотря на то, что её сестра мертва, она снова в деле», хотя охота на Бартона «является миссией совершенно другого уровня»[23].
- Винсент Д’Онофрио — Уилсон Фиск / Кингпин: Бизнесмен и криминальный лидер Нью-Йорка. Д’Онофрио повторил роль из сериала «Сорвиголова», выпущенном Marvel Television на Netflix.

Кроме того, Карлос Наварро появляется во второстепенной роли Энрике, участника «Мафии в трениках», Ава Руссо, Бен Сакамото и Кейд Вудворд вновь исполняют роли детей Бартона из предыдущих фильмов КВМ — Лайлы, Купера и Натаниэля, соответственно, в то время как золотистый ретривер Джолт исполняет роль Лаки, Пицца-пса.
Клэйтон Инглиш, Адетинпо Томас, Роберт Уокер-Браншо и Адель Драхос играют нью-йоркских ролевиков Гриллса, Венди, Орвилла и Мисси соответственно.
В вымышленном мюзикле о Стиве Роджерсе / Капитане Америке под названием «Роджерс: Мюзикл» появились актёры в образах Тора (Джейсон Скотт МакДональд), Локи (Джордан Чин), Роджерса (Том Фини), Брюса Бэннера / Халка (Харрис Тёрнер), Бартона (Эвери Гиллхам), Романофф (Меган Мэннинг), Тони Старка / Железного человека (Аарон Недрик), Скотта Лэнга / Человека-муравья (Нико ДеХисус) и воинов читаури.

## Список серий
| № | Название                                                    | Режиссёр     | Автор сценария                | Дата премьеры   |
| --- | ----------------------------------------------------------- | ------------ | ----------------------------- | --------------- |
| 1 | «Never Meet Your Heroes» «Никогда не встречай своих героев» | Риз Томас    | Джонатан Игла                 | 24 ноября 2021  |
| В 2012 году, во время битвы за Нью-Йорк, маленькая Кейт Бишоп становится свидетелем боя Клинта Бартона с читаури. Во время нападения гибнет отец Кейт. Клинт неосознанно спасает девочке жизнь, и та решает стать таким же героем, как он. В настоящее время Бартон проводит время со своими детьми в Нью-Йорке накануне Рождества. Кейт посещает благотворительный аукцион вместе со своей матерью Элеонор и узнаёт, что та помолвлена с Джеком Дюкейном. Подслушав разговор дяди Джека, Арманда III, с Элеонор, Кейт решает проследить за ним и натыкается на подпольный аукцион, на котором представлены предметы, найденные под обломками штаб-квартиры Мстителей. Среди участников оказываются как Арманд III, так и Джек. Аукцион прерывает «Мафия в трениках», русская уличная банда, которая пытается выкрасть один из лотов. В суматохе Джек крадёт складной меч Ронина, а Кейт надевает костюм Ронина и борется с членами банды. Выскочив на улицу, она спасает выскочившего на проезжую часть одноглазого бродячего пса и сбегает в свою квартиру, после чего пробирается в дом к Арманду III, чтобы продолжить расследование, но обнаруживает его заколотым мечом. Затем девушку загоняют в угол члены Мафии в трениках. Но Клинт, увидев новостной репортаж о возвращении Ронина, спасает Бишоп от гангстеров. |                                                             |              |                               |                 |
| 2 | «Hide and Seek» «Прятки»                                    | Риз Томас    | Элиза Клемент                 | 24 ноября 2021  |
| Кейт отводит Клинта в свою квартиру, где на них вновь нападает Мафия в трениках. Герои вынуждены сбежать из подожжённой квартиры и оставить там костюм Ронина. Кейт добирается до квартиры своей уехавшей на отдых тёти, а Клинт отправляет своих детей из Нью-Йорка домой, пообещав вернуться к Рождеству. Бартон охраняет Кейт по дороге на работу, а затем забирает костюм Ронина у пожарного по имени Гриллз на полигонной ролевой игре. Во время семейного ужина Кейт безуспешно пытается убедить свою мать в причастности Джека к смерти Арманда и даже вызывает Дюкейна на фехтовальный поединок, после которого тот, всё время поддающийся, с лёгкостью отражает её неожиданный выпад. Получив зацепку, девушка пытается связаться с Клинтом, не зная, что тот позволил Мафии в трениках выследить себя и захватить в плен. Кейт отслеживает местонахождение Бартона, но в итоге сама попадает в плен. Член банды сообщает своему боссу Майе Лопес о пленении Бартона и Бишоп. |                                                             |              |                               |                 |
| 3 | «Echoes» «Эха»                                              | Берт & Берти | Кейти Мэтьюсон и Таннер Бин   | 1 декабря 2021  |
| Глухонемая от рождения Майя Лопес с детства изучала боевые искусства. Во время 5-летнего «Скачка» Клинт Бартон, будучи Ронином, убивает Уильяма Лопеса, отца Майи, и всех участников его банды. В наши дни Майя допрашивает Клинта и Кейт насчёт Ронина. Героям удаётся освободиться и отбиться от Мафии в трениках, однако Лопес успевает сломать слуховой аппарат Клинта, который чуть позже удаётся починить. По пути герои заходят в кафе, где Кейт даёт собаке кличку Пицца-пёс. Намереваясь узнать больше о мафии и Дюкейне, Кейт убеждает Клинта проникнуть в пентхаус Элеонор и использовать её учётную запись для поиска информации в базе данных Bishop Security. Однако при попытке обойти систему безопасности аккаунт блокируется, а Клинт сталкивается с Джеком, который угрожает ему мечом Ронина. |                                                             |              |                               |                 |
| 4 | «Partners, Am I Right?» «Партнёры, я права?»                | Берт & Берти | Хизэр Куинн и Эрин Кансино    | 8 декабря 2021  |
| Джек и Элеонор узнают Клинта, и ситуация разряжается. Элеонор настоятельно просит Бартона не привлекать Кейт к расследованию. Уходя, Клинт незаметно забирает меч Ронина из пентхауса Бишопов. Позже Элеонор связывается с неким человеком и сообщает о сложившейся ситуации. Клинт с помощью своей жены Лоры выясняет, что Джек Дюкейн является генеральным директором Sloan Limited, подставной фирмы, отмывающей деньги для Мафии в трениках. Кейт устраивает Клинту рождественский киномарафон; во время разговора девушка догадывается, что Ронином был именно Клинт. По просьбе Бартона Кейт отправляется к участникам полигонной ролевой игры и просит помощи в получении новых стрел. Клинт выслеживает Кази и просит его отговорить Майю от охоты на Ронина. Лора сообщает мужу, что часы «Rolex», украденные Мафией в трениках на подпольном аукционе, посылают GPS-сигнал из некой квартиры. Кейт и Клинт забирают стрелы и отправляются на место, где выясняют, что это квартира Майи, которая к тому же изучает Бартона и его семью. В квартире Майя нападает на Кейт, а на крыше соседнего дома убийца в маске ночного видения атакует Клинта. Завязывается драка: Кейт ранит Майю и та убегает, а Клинт раскрывает личность убийцы в маске, которой оказывается Елена Белова. Не сумев убить Бартона, Елена также сбегает. Клинт, понимая всю серьёзность обострившейся ситуации, просит Кейт больше не участвовать в расследовании.                                                                              |                                                             |              |                               |                 |
| 5 | «Ronin» «Ронин»                                             | Берт & Берти | Дженна Ноэль Фрэйзер          | 15 декабря 2021 |
| В 2018 году бывшие «Чёрные вдовы» Елена Белова и Соня выслеживают в неком особняке и пытаются вылечить женщину по имени Энни, другую «вдову», которая, как оказывается, помогает излечившимся от контроля разума «вдовам». Белова становится жертвой Скачка. В наши дни, после боя с Еленой и Майей Лопес, Кейт возвращается в пентхаус своей матери и сообщает ей о подставной фирме Джека, после чего Элеонор звонит в полицию Нью-Йорка и Дюкейна арестовывают. Кейт приходит в свою сгоревшую квартиру, где её поджидает Елена. Белова рассказывает Кейт о своём прошлом и о заказе на убийство Клинта Бартона. Тем временем Клинт оставляет Пицца-пса ролевику Гриллзу и посещает мемориал Мстителей, где извиняется перед Наташей за то, что собирается сделать. Он надевает костюм Ронина и сражается с Майей у автомастерской, где убил её отца. В пылу боя Бартон раскрывает свою личность и пытается убедить Майю отказаться от личной вендетты и оставить его семью в покое. Клинт рассказывает, что его информатор, работающий на босса Майи, желал смерти её отцу. Кейт помогает Бартону сбежать, а Майя начинает что-то подозревать и допрашивает Кази. На следующий день Елена выслеживает своего заказчика и понимает, что это Элеонор. Белова сообщает Кейт об этом, а также присылает видеозапись, на которой Элеонор встречается с «дядей» Майи, которого Клинт называет Кингпином. |                                                             |              |                               |                 |
| 6 | «So This Is Christmas?» «Так это Рождество?»                | Риз Томас    | Джонатан Игла и Элиза Клемент | 22 декабря 2021 |
| Элеонор встречается с Уилсоном Фиском / Кингпином и разрывает с ним отношения. Клинт и Кейт смотрят запись их разговора и узнают, что Элеонор убила Арманда и подставила Дюкейна. В канун Рождества Бартон и Бишоп приходят на праздничное мероприятие Элеонор в Рокфеллер-центре. Кейт говорит с матерью и узнаёт, что её отец задолжал Фиску деньги, потому Элеонор пришлось работать на него. Кази пытается убить Элеонор по приказу Фиска, но позже стреляется с Бартоном. Клинту помогают Гриллс с другими ролевиками и Джек Дюкейн. Они эвакуируют людей с мероприятия, а затем помогают Кейт победить Мафию в трениках. Бишоп отправляется искать Элеонор, а Бартон сталкивается с Еленой Беловой, которая требует правды о смерти Наташи. Прибывшая Майя убивает Кази после непродолжительной схватки с ним. Бартон борется с Беловой и в конце концов убеждает её пощадить его, рассказав девушке о смерти Романофф. Фиск пытается помешать Элеонор сбежать, но его останавливает Кейт. Используя стрелы Бартона, Кейт удаётся оглушить Фиска. После этого Элеонор арестовывает полиция за убийство Арманда. Фиску удаётся скрыться. Однако он сталкивается с племянницей, и та мстит за смерть отца, стреляя в него (это происходит вне кадра, смерть Кингпина не показывается). На следующий день Бартон приезжает в свой дом вместе с Кейт и псом (которого уже зовут Лаки), чтобы отпраздновать Рождество с семьёй. Он возвращает жене украденные часы от организации «Щ.И.Т.», а затем сжигает свой костюм Ронина. |                                                             |              |                               |                 |

## Производство

### Разработка
К сентябрю 2018 года Marvel Studios разрабатывала для стримингового сервиса «Disney+» несколько мини-сериалов о второстепенных персонажах из фильмов Кинематографической вселенной Marvel (КВМ), которые не появлялись и вряд ли появятся в своих сольных кинолентах. К апрелю 2019 года началась разработка приключенческого сериала с участием Джереми Реннера в роли Клинта Бартона / Соколиного глаза. По сюжету, Бартон должен будет передать мантию Соколиного глаза девушке Кейт Бишоп. Файги был назначен продюсером мини-сериала, который планировался как шести- или восьмисерийный. Изначально Реннер подписал контракт на главную роль в отдельном полнометражном фильме, посвящённом его персонажу, но согласился сняться в сериале после того, как Файги решил переделать проект для Disney+. Исполнительный продюсер Трин Тран добавила, что переход с фильма на сериал дал Marvel «творческую гибкость» и шесть часов, за которые можно сильнее раскрыть предысторию Бартона, представить Бишоп и «дать им достаточно времени, чтобы сблизиться и создать ту особую динамику, которую все находят такой привлекательной в комиксах», нежели за два. Файги официально анонсировал «Соколиного глаза» на Комик-коне в Сан-Диего в июле 2019 года.
В сентября 2019 года стало известно, что Джонатан Игла выступит главным сценаристом сериала. Эми Берг также была претенденткой на эту должность. В июле 2020 года для режиссуры части эпизодов был нанят Риз Томас, который также стал одним из исполнительных продюсеров; для постановки другой части эпизодов нанят режиссёрский дуэт Берт & Берти. Борис Кит из The Hollywood Reporter посчитал, что наём этих режиссёров указывает на то, что у сериала может быть «беззаботный тон», учитывая прошлые работы каждого из них. Брэд Уиндербаум, Виктория Алосно и Луис Д’Эспозито также выступают в качестве исполнительных продюсеров. Сериал состоит из шести эпизодов.
Бюджет каждого эпизода, как сообщалось, составляет $25 миллионов.

### Сценарий

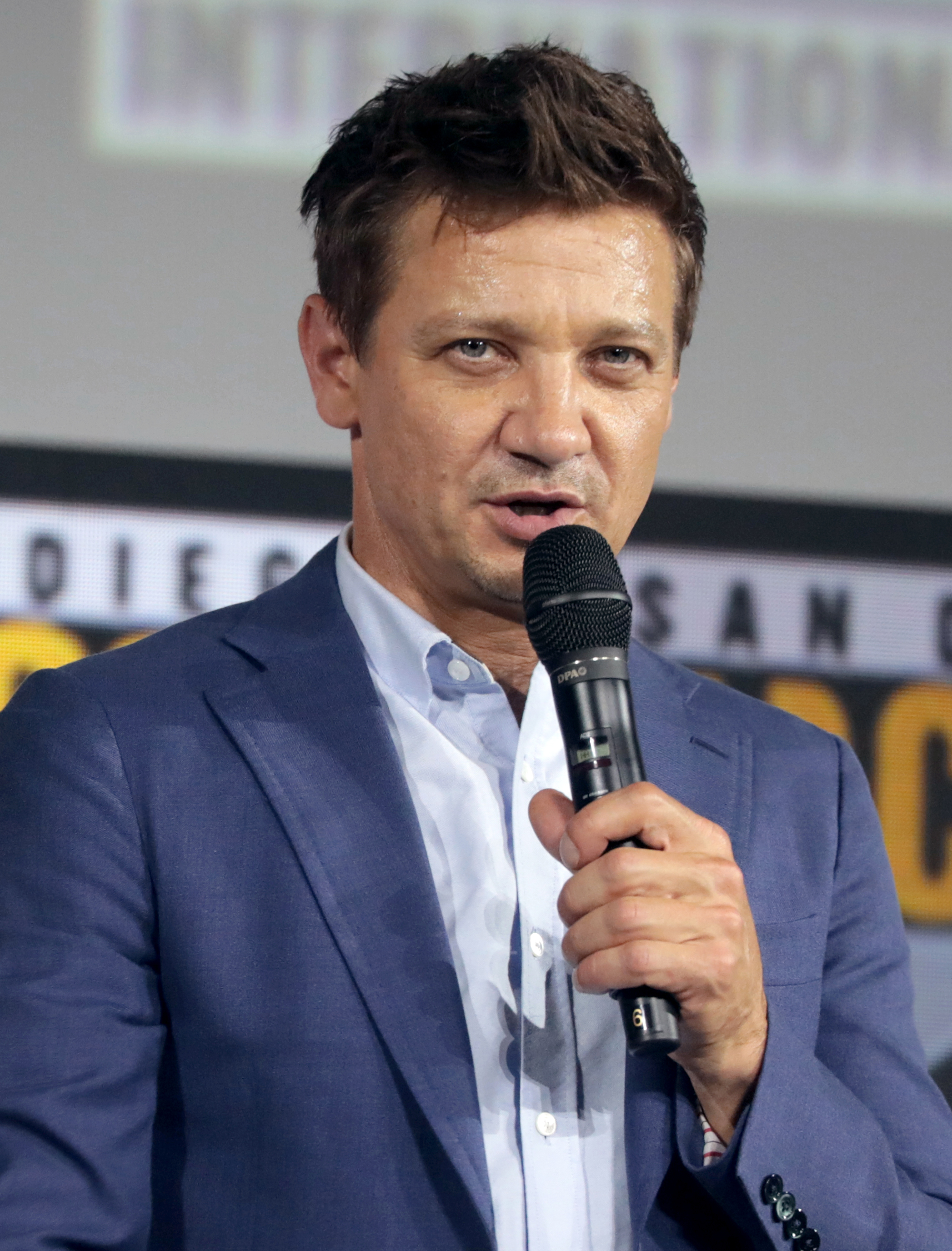
Реннер на San Diego Comic-Con в 2019 году

Сценаристами сериала выступают Кэти Мэтьюсон, Таннер Бин и Элиза Клемент. Во время официального анонсирования проекта Файги и Реннер рассказали, что сериал сосредоточится на Бартоне, который будет учить Бишоп быть «супергероем без суперспособностей», а также уделит больше внимания периоду жизни Бартона в качестве Ронина, впервые показанного в фильме «Мстители: Финал» (2019). В октябре 2019 года исполнительный продюсер Трин Трэн уточнила, что сериал раскроет прошлое Бартона, и подтвердила, что звание Соколиного глаза будет передано Бишоп. «Соколиный глаз» вдохновлён комиксами Мэтта Фрэкшна. В сериале присутствует Пицца-пёс Лаки, золотистый ретривер, который является другом Бартона и Бишоп; на фотографиях со съёмочной площадки и в трейлере сериала в ухе Бартона был замечен слуховой аппарат, что указывает на потерю слуха; в работах Фрэкшна присутствуют и Лаки, и возвращение потерянного слуха. В Бартоне присутствует «легкомыслие», не присущее его прошлым появлениям в киновселенной, на что повлияло изображение персонажа Фрэкшном в его работах. Фрэкшн выступал консультантом сериала и планировал выступить в эпизодической роли члена мафии, но не смог этого сделать из-за пандемии COVID-19.
Действие «Соколиного глаза» разворачивается в Нью-Йорке в рождественский сезон после событий фильма «Мстители: Финал», причём Трэн отметила, что многие, но не все жители Нью-Йорка «восстановили силы и продолжают благоденствовать» после Скачка. Реннер уточнил, что события сериала происходят в течение недели в «текущей» киновселенной. Продолжая обсуждать праздничную обстановку, Трэн сказала, что «было логично», чтобы история Бартона была изложена в течение этого времени, так как у него есть семья, и он будет сосредоточен на том, чтобы провести Рождество с ними после того, как потерял их во время Скачка.

### Подбор актёров
После официального анонса сериала в июле 2019 года было подтверждено возвращение Реннера к роли Бартона. К началу сентября 2019 года Хейли Стайнфелд была предложена роль Кейт Бишоп, но месяц спустя её контракт всё ещё не был подписан. Variety сообщило, что одной из причин этого является пункт об отказе от других проектов в её контракте с Apple TV+ на главную роль в сериале «Дикинсон», и авторам Variety показалось, что Стайнфелд сможет договориться по этому поводу. Ни одной другой актрисе роль Бишоп не предлагалась. Когда вскоре после этого Стайнфелд спросили о главной роли в сериале, она сказала, что «до этого может и не дойти», но в декабре 2020 года актриса была утверждена на роль Бишоп. Трэн отметила, что Marvel Studios «не могли открыто говорить о её участии» до объявления её роли, добавив, что Стайнфелд никогда не была вне конкуренции, и Marvel просто «пыталась выяснить, как мы можем претворить задумку сериала в жизнь» между анонсом и началом съёмок, чтобы успеть выпустить его в течение праздничного сезона 2021 года.
В декабре 2020 года также были объявлены дополнительные члены актёрского состава, среди которых Вера Фармига (Элеонор Бишоп), Флоренс Пью (Елена Белова / Чёрная вдова), Фра Фи (Казимир «Кази» Казимирчак), Тони Далтон (Джек Дюкейн), Алаква Кокс (Майя Лопес / Эхо), Зан Маккларнон (Уильям Лопес) и Брайан д’Арси Джеймс (Дерек Бишоп). Пью вновь исполняет роль Беловой из «Чёрной вдовы» (2021), где присутствует сцена после титров, в которой Валентина Аллегра де Фонтейн поручает ей убить Бартона из-за его роли в смерти её наречённой сестры Наташи Романофф. Далтон получил роль после того, как Трэн была впечатлена его выступлением в сериале «Лучше звоните Солу». В том же месяце фотографии со съёмочной площадки указали на то, что Бен Сакамото, Ава Руссо и Кейд Вудворд вновь исполнят роли детей Бартонов из предыдущих фильмов КВМ — Купера, Лайлы и Натаниэля, соответственно. В октябре 2021 года выяснилось, что Линда Карделини вернётся к роли Лоры, жены Клинта. Алекс Паунович и Пётр Адамчик также появляются в сериале в ролях Ивана и Томаса, членов Мафии в трениках, наряду с Саймоном Кэллоу в роли Арманда Дюкейна III.

### Съёмки
Съёмки начались в начале декабря 2020 года в Нью-Йорке, режиссёрами выступили дуэт Берт & Берти и Риз Томас, а операторами — Эрик Стилберг и Джеймс Уитакер. Рабочим названием сериала стала «Опорная точка» (Anchor Point). Съёмки проходили в Нижнем Бруклине, в том числе на станции метро Хойт-Скермерхорн стритс и на Манхэттене в Вашингтон-Сквер-парке, Мидтауне, Адской кухне, Ист-Виллидже и отеле «Lotte New York Palace». Фотографии со съёмочных площадок также указывали на то, действие сериала будет происходить во время рождественского сезона и в нём будет присутствовать рождественская вечеринка. Дополнительные съёмки проходили на студиях Trilith Studios и Tyler Perry Studios в Атланте, Джорджия. 22 февраля 2021 года начались недельные съёмки в городке Кантон, штат Джорджия, там же прошли два съёмочных дня, 4 и 5 марта. Съёмки сериала завершились 21 апреля. Частичные пересъёмки прошли с 7 по 9 сентября в канадском Торонто.

### Постпродакшн
Терел Гибсон, Розанна Тан и Тим Рош выступили в качестве монтажёров сериала.

### Музыка
В сентябре 2021 года стало известно, что композитором сериала назначен Кристоф Бек; до этого он был композитором фильмов «Человек-муравей» (2015) и «Человек-муравей и Оса» (2018) и сериала «Ванда/Вижн» (2021). В качестве сокомпозитора к нему присоединился Майкл Параскевас. В эпизоде «Никогда не встречай своих героев» показан музыкальный номер из вымышленного бродвейского мюзикла «Роджерс: Мюзикл», который называется «Save the City», посвящённый Битве за Нью-Йорк; его авторами стали Марк Шейман и Скотт Уиттман. Он был выпущен в качестве сингла 24 ноября. Музыка к первым трём эпизодам была выпущена 10 декабря, в то время как к последним трём — 24 декабря.
| №                   | Название                                         | Длительность |
| ------------------- | ------------------------------------------------ | ------------ |
| 1.                  | «Hawkeye's Theme»                                | 1:48         |
| 2.                  | «Clock Tower Mishap»                             | 1:56         |
| 3.                  | «Battle of New York»                             | 3:49         |
| 4.                  | «Carol of the Buy & Sells»                       | 3:17         |
| 5.                  | «Ronin»                                          | 1:52         |
| 6.                  | «Sincerity»                                      | 1:28         |
| 7.                  | «Action at the Auction»                          | 3:59         |
| 8.                  | «2012»                                           | 2:50         |
| 9.                  | «In Like Clint»                                  | 2:06         |
| 10.                 | «Molotov Mazeltov»                               | 2:01         |
| 11.                 | «Discovery»                                      | 2:59         |
| 12.                 | «Bows of Holly»                                  | 0:52         |
| 13.                 | «LARP in the Park»                               | 2:32         |
| 14.                 | «Mistletoe to Toe»                               | 2:42         |
| 15.                 | «It's Beginning to Look a Lot Like Clint's Mess» | 2:47         |
| 16.                 | «Maya's Theme»                                   | 4:10         |
| 17.                 | «Sorry Santa»                                    | 3:36         |
| 18.                 | «Do You Hear What I Fear?»                       | 2:13         |
| 19.                 | «Little Dragon»                                  | 1:46         |
| 20.                 | «Fighting Over Toys»                             | 3:20         |
| Общая длительность: | Общая длительность:                              | 47:23        |

Вся музыка написана Кристофом Беком и Майклом Параскевасом.
| №                   | Название | Автор(ы)                       | Длительность |
| ------------------- | --- | ------------------------------ | ------------ |
| 1.                  | «Dustup on a Housetop» |                                | 4:22         |
| 2.                  | «No Words» |                                | 3:57         |
| 3.                  | «Barton Funk» |                                | 2:08         |
| 4.                  | «Arrival and Return» |                                | 3:00         |
| 5.                  | «Tiny Bow» |                                | 2:55         |
| 6.                  | «Yuletide Fray» |                                | 4:45         |
| 7.                  | «Bone & Marrow» |                                | 1:22         |
| 8.                  | «A Christmas Peril» |                                | 4:07         |
| 9.                  | «Wreck the Halls» |                                | 4:08         |
| 10.                 | «Star of Wonder» |                                | 1:50         |
| 11.                 | «Ruckus Around the Christmas Tree»                                                                                                   |                                | 1:57         |
| 12.                 | «Give 'Em Hell» |                                | 3:02         |
| 13.                 | «I'm Sorry» |                                | 2:02         |
| 14.                 | «Archer Enemies» |                                | 2:27         |
| 15.                 | «Natasha» |                                | 3:21         |
| 16.                 | «Lady Hawk» |                                | 1:43         |
| 17.                 | «Quiver Bells» |                                | 1:55         |
| 18.                 | «Save the City» (с участием Адама Паскаля, Тая Тейлора, Рори Донована, Дерека Клена, Бонни Миллиган, Кристофера Зибера и Шайны Стил) | Marc Shaiman and Scott Wittman | 4:26         |
| Общая длительность: | Общая длительность: | Общая длительность:            | 53:05        |

## Маркетинг
Концепт-арт для сериала с дизайном костюмов персонажей включён в «Expanding the Universe», специальный выпуск Marvel, который дебютировал на Disney+ 12 ноября 2019 года. Трейлер сериала был выпущен 13 сентября 2021 года. Джереми Матаи из /Film написал, что всё в тизере «выглядит потрясающе и восхитительно — от лёгкого, комедийного тона до непринуждённого взаимопонимания Хейли Стайнфелд и Джереми Реннера»; Матаи оказался в восторге от сюжета с низкими ставками в сериале и от завязки сюжета, построенной вокруг попытки Бартона «просто вернуться домой на Рождество». Хаима Гартенберга из The Verge привлёк «удивительно лёгкий тон» тизера, он чувствовал, что в сериале будут использованы элементы рождественских фильмов «Один дома» (1990) и «Крепкий орешек» (1988). Сэм Уорнер из New Musical Express описал тизер как «праздничный первый взгляд» на сериал и отметил использование в нём песни «It’s the Most Wonderful Time of the Year». Стивен Иерволино из Good Morning America написал, что тизер представляет собой смесь «экшена, юмора и откровенно шпионских сцен в стиле Агента 007». Райан Паркер из The Hollywood Reporter отметил «уникальный тон» тизера, в котором сериал представлен «скорее как комедийная, праздничная возня, хотя и с тонной экшена». Кристиан Холуб из Entertainment Weekly посчитал, что рождественская обстановка добавила сериалу «атмосферу фильма „Один дома“», а тизер включал множество отсылок на комиксы, в частности на серию комиксов «Соколиный глаз» Фрэкшна. Официальный постер сериала был выпущен в конце октября; Джон Лутц из Collider отметил ещё большее вдохновение комиксами Фрэкшна в костюмах Бартона и Бишоп в используемых цветах и логотипе сериала. 12 ноября 2021 года, в День Disney+, вышел эпизод клип-сериала «Marvel Studios: Легенды», посвящённый истории Клинта Бартона в КВМ. Кроме того, в тот же день был выпущен отрывок одного из эпизодов.
В январе 2021 года Marvel объявила о своей программе «Marvel Must Haves», которая показывает новые игрушки, игры, книги, одежду, домашний декор и другие товары, связанные с каждым эпизодом «Соколиного глаза», после выхода эпизода. Первые товары «Must Haves» для эпизодов появились 26 ноября 2021 года.

## Показ
Премьера первых двух эпизодов сериала «Соколиный глаз» состоялась 24 ноября 2021 года на «Disney+», оставшиеся четыре эпизода выходили каждую неделю. Сериал стал частью Четвёртой фазы КВМ. Премьерный показ прошёл в Лондоне 11 ноября 2021 года, а также 17 ноября в театре Эль-Капитан в Лос-Анджелесе.

## Реакция

### Реакция критиков
| Графики недоступны из-за технических проблем. См. информацию на Фабрикаторе и на mediawiki.org. - «Соколиный глаз» (2021): Процент положительных отзывов на сайте Rotten Tomatoes |

На сайте «Rotten Tomatoes» сериал имеет «рейтинг свежести» 92 % со средней оценкой 7,6/10 на основе 169 отзывов. Консенсус критиков гласит: «„Соколиный глаз“ начинается медленно, но уличные экшен-сцены — это освежающая смена повествования для КВМ, а химия и искры между ведущими актёрами сверкают даже там, где сюжет остаётся позади». На Metacritic средневзвешенная оценка сериала составляет 66 из 100 на основе 24 отзывов, что указывает на «преимущественно положительные отзывы».
Эндрю Вебстер из The Verge считает, что «Соколиный глаз» — это «несколько разных вещей», добавив: «Это шанс провести больше времени с одним из менее известных Мстителей, это история происхождения для подающего надежды героя, и это детективная драма, действие которой разворачивается на фоне Рождества в Нью-Йорке, поскольку КВМ добавляет ещё один жанр в свою всеобъемлющую структуру». Он считал его, наряду с сериалами «Ванда/Вижн» и «Локи», лучшим из КВМ на Disney+. Лора Сирикул из Empire дала сериалу четыре звезды из пяти и описала его как «очаровательный и полный сердца». Ричард Тренхолм из CNET дал сериалу положительный отзыв, отметив, что «В целом, „Соколиный глаз“ — не замученный антигерой, ищущий искупления, он всё ещё просто приветливый Джереми Реннер, который бродит вокруг, выглядя сварливым. И шоу в основном знает об этом, втягивая его в боевые сцены, которые скорее игривы, чем опасны. Во втором эпизоде, в частности, и Клинт, и Кейт участвуют в имитационном бою, на который забавно смотреть, и не надо опасаться за их здоровье, весёлый поворот жёсткой формулы экшн-сцен в каждом эпизоде».
Бен Трэверс из IndieWire поставил сериалу оценку «C-», посчитав, что он «больше озабочен подготовкой Кейт Бишоп к будущим этапам КВМ, чем созданием проблемы, достойной времени двух героев».

## Документальный выпуск
В феврале 2021 года было объявлено о документальном телесериале-антологии «Marvel Studios: Общий сбор». В каждой серии о создании фильмов и телесериалов КВМ расскажут актёры и съёмочная группа. Специальный документальный эпизод, посвящённый «Соколиному глазу», вышел на Disney+ 9 февраля 2022 года.

## Спин-офф
В марте 2021 года стало известно о разработке отдельного телесериала о героине Майе Лопес / Эхо с Алаквой Кокс в главной роли. Исполнительными продюсерами и одними из сценаристов проекта стали Итан и Эмили Коэн. «Эхо» был официально анонсирован в ноябре 2021 года, тогда же стало известно, что Мэрион Дэйр станет главным сценаристом сериала.

### Комментарии
1. ↑  События фильма «Мстители» (2012).
2. ↑  В 2024 году, после событий фильма «Мстители: Финал» (2019).
3. ↑  Уничтоженной Таносом в фильме «Мстители: Финал» (2019).
4. ↑  Посланная для убийства Бартона Валентиной Аллегрой де Фонтейн в сцене после титров фильма «Чёрная вдова» (2021).
5. ↑  Вызванного щелчком Таноса в фильме «Мстители: Война Бесконечности» (2018) и обратным щелчком Халка в фильме «Мстители: Финал» (2019).